# Lizzy Banks
Elizabeth (Lizzy) Banks (Malvern, 7 november 1990) is een Britse voormalige wielrenster.

## Carrière
In 2018 reed ze bij het Amerikaanse UnitedHealthcare Women's Team. Vanaf 2019 reed zij voor Bigla Pro Cycling, dat halverwege het seizoen 2020 verder ging als Paule Ka. In 2021 kwam ze uit voor Ceratizit-WNT en in 2022 en 2023 voor EF Education-TIBCO-SVB.
In de Ronde van Italië voor vrouwen 2019 won Banks de achtste etappe naar Maniago door op tien kilometer voor de finish weg te springen uit een kopgroep. Haar ploeggenote Leah Thomas werd tweede op een halve minuut.
In augustus 2020 werd Banks tweede in de GP de Plouay achter haar medevluchtster en landgenote Lizzie Deignan. In september won Banks de vierde (en langste) etappe van de Ronde van Italië voor vrouwen 2020 naar Tivoli; op de slotklim wist ze haar medevluchtster Eugenia Bujak uit het wiel te rijden.
Banks reed in juli 2023 haar laatste wedstrijd, de Giro Donne. Op 28 juli 2023 kreeg ze bericht van de Britse antidopingautoriteit UKAD dat ze positief had getest op formoterol en chloortalidon. Ze wist met succes aan te tonen dat ze al vier jaar formoterol gebruikt voor haar astma en dat chloortalidon in zo'n lage dosis werd aangetroffen dat het om een besmetting moest gaan. Vlak voor de rechtszaak trok UKAD de beschuldiging in en er volgde dus geen straf of schorsing. Het hele proces duurde negen maanden en Banks besloot echter om erna niet meer terug te keren in het peloton. Het WADA ging in beroep bij het CAS en in 2025, twee jaar na de positieve test, werd ze alsnog geschorst. In eerste instantie met ingang van 2025, maar, na beroep van Banks, met ingang van 2023.

## Palmares

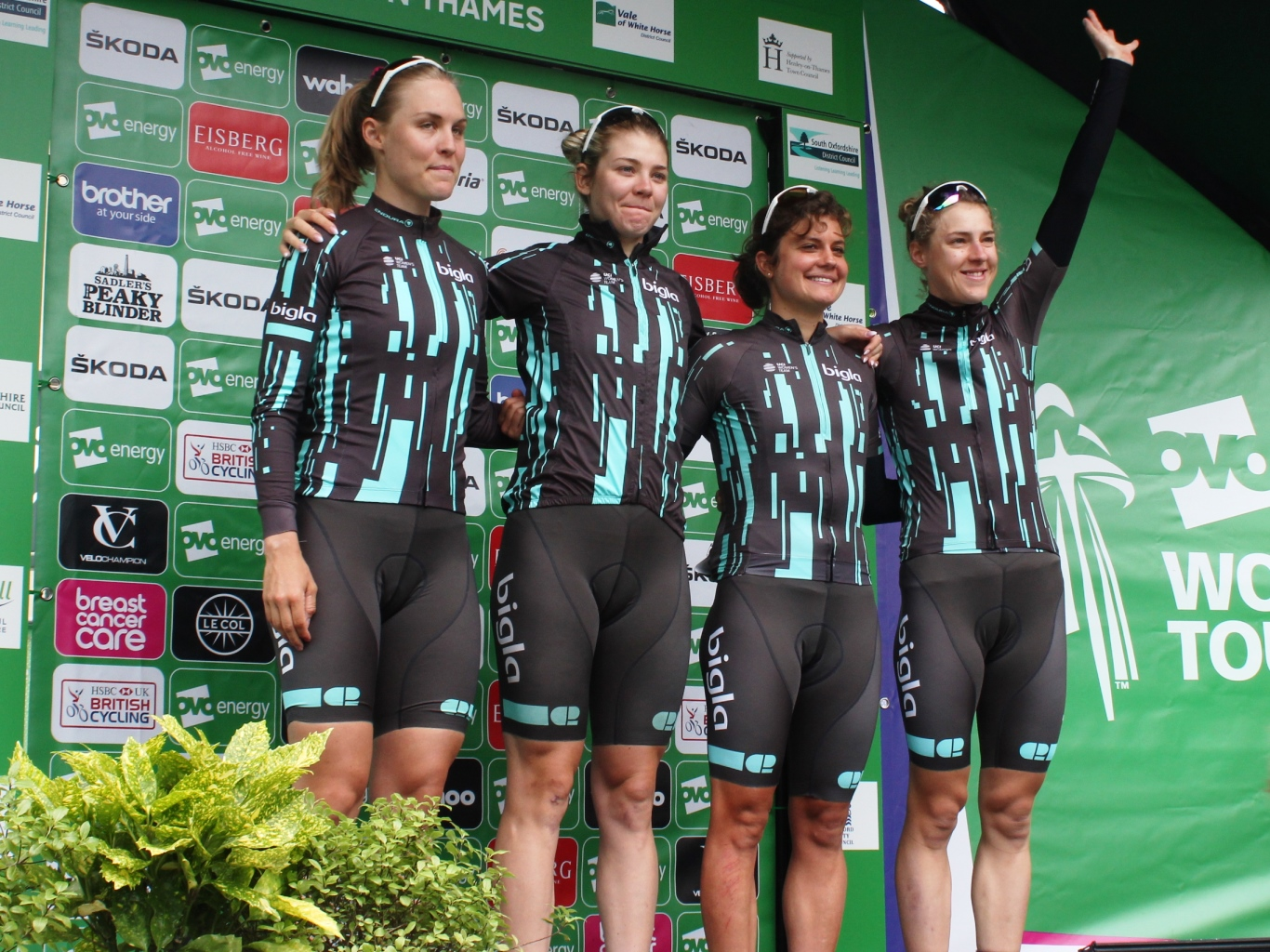
Banks (rechts) met haar ploeg Bigla in The Women's Tour 2019.

2018
2e in 1e etappe Tour de Feminin - O cenu Českého Švýcarska
2019
8e etappe Giro Rosa (WWT)
2e in GP Cham-Hagendorn
3e in eindklassement GP Elsy Jacobs
3e in 3e etappe Giro delle Marche
2020
2e in GP de Plouay (WWT)
4e etappe Giro Rosa (WWT)

## Ploegen
- 2018 –  UnitedHealthcare Women's Team
- 2019 –  Bigla Pro Cycling
- 2020 –  Bigla Pro Cycling / Paule Ka
- 2021 –  Ceratizit-WNT
- 2022 –  EF Education-TIBCO-SVB
- 2023 –  EF Education-TIBCO-SVB